# ناتالي وارنر
ناتالي وارنر (بالإنجليزية: Natalie Warner)‏ هي مغنية أمريكية، ولدت في 19 ديسمبر 1989 في شريفبورت في الولايات المتحدة.

## وصلات خارجية
- ناتالي وارنر على موقع ميوزك برينز (الإنجليزية)

- الموقع الرسمي